# Тентоглу, Милтиадис
Милтиадис Тентоглу (греч. Μιλτιάδης Τεντόγλου; род. 18 марта 1998, Салоники) — греческий легкоатлет, специализирующийся в прыжке в длину. Двукратный олимпийский чемпион (2020, 2024), чемпион мира 2023 года, двукратный чемпион мира в помещении, трёхкратный чемпион Европы (2018, 2022 и 2024) и трёхкратный чемпион Европы в помещении.

## Биография
В 2016 году на чемпионате мира среди юниоров Милтиадис завоевал серебряную медаль.
18 июня 2017 года, на чемпионате Греции в Патрах, он обновил свой личный рекорд до 8,30 м (+ 1,8 м / с). В июле он выиграл титул чемпиона Европы среди юниоров в Гроссето с прыжком 8,07 м.
20 июля 2018 года он выиграл балканский чемпионат в Старой Загоре с результатом 8,17 м.
8 августа 2018 года на чемпионате Европы в Берлине он опередил всех соперников с результатом 8,25 м стал чемпионом Европы в прыжках в длину.
На чемпионате Европы в помещении в польском Торуне в марте 2021 года завоевал золотую медаль чемпионата континента в прыжках в длину с результатом 8,35 метров и стал двукратным чемпионом Европы в помещениях.
26 мая 2021 года в Афинах установил личный рекорд — 8,60 м. Это третий в истории результат для европейских прыгунов после Роберта Эммияна (8,86, 1987) и Луиса Цатумаса (8,66, 2007).
2 августа 2021 года Тентоглу выиграл золото на Олимпийских играх в Токио. С результатом 8,41 м грек лишь по второму лучшему результату опередил кубинца Хуана Мигеля Эчеваррию. При этом в квалификации Эчеваррия прыгнул на 8,50 м, но в финале не смог повторить это результат. Тентоглу стал первым в истории греком, выигравшим прыжки в длину на Олимпийских играх.
На чемпионате мира в помещении 2022 года выиграл золото с национальным рекордом (8,55 м). Также прыгнул на 8,51 м.
На чемпионате мира 2022 года в Орегоне Тентоглу стал вторым с результатом 8,32 м, золото выиграл китаец Ван Цзянань (8,36 м).
16 августа 2022 года выиграл золото чемпионата Европы в Мюнхене с рекордом чемпионатов Европы (8,52 м).
В 2023 году на чемпионате мира по лёгкой атлетикев Будапеште грек выиграл золото в прыжках в длину с результатом 8,52 метра. 
В июне 2024 года на чемпионате Европы в Риме в третий раз в карьере стал чемпионом, установив рекорд чемпионатов Европы, лучший результат сезона в мире и личный рекорд — 8,65 м.
6 августа 2024 года выиграл золото на Олимпийских играх в Париже на стадионе «Стад де Франс» с результатом 8,48 м, Уэйн Пиннок отстал на 12 см. Кроме победного прыжка Тентоглу ещё 4 раза в финале прыгал дальше 8,20 м. Тентоглу стал вторым легкоатлетом в истории после Карла Льюиса, выигравшим прыжки в длину на Олимпийских играх более одного раза.

## Основные результаты
| Год  | Турнир                         | Место проведения          | Дисциплина     | Место        | Результат |
| ---- | ------------------------------ | ------------------------- | -------------- | ------------ | --------- |
| 2016 | Чемпионат мира среди юниоров   | Быдгощ, Польша            | прыжок в длину | 2-е          | 7,91 м    |
| 2016 | Олимпийские игры               | Рио-де-Жанейро, Бразилия  | прыжок в длину | 27-е         | 7,64 м    |
| 2017 | Чемпионат Греции               | Патрас, Греция            | прыжок в длину | 1            | 8,30 м    |
| 2017 | Чемпионат Европы среди юниоров | Гроссето, Италия          | прыжок в длину | 1            | 8,07 м    |
| 2017 | Чемпионат мира                 | Лондон, Великобритания    | прыжок в длину | 19-е (квал.) | 7,79 м    |
| 2018 | Чемпионат мира среди юниоров   | Бирмингем, Великобритания | прыжок в длину | 9-е          | 7,82 м    |
| 2018 | Чемпионат Европы               | Берлин, Германия          | прыжок в длину | 1            | 8,25 м    |